# Balatonvilágos
Balatonvilágos est un village et une commune du comitat de Somogy en Hongrie.
La commune est passée du département de Veszprém à celui de Somogy le 1er janvier 2013.